# Lesley Blanch
Pour les articles homonymes, voir Blanch.
Lesley Blanch, née le 6 juin 1904 à Londres, au Royaume-Uni, et morte le 7 mai 2007 à Menton, en France, est une écrivaine et une éditrice de mode britannique, ayant acquis la nationalité française à la suite de son mariage avec l'écrivain Romain Gary.

## Biographie

### Enfance et premières années
Née à Londres dans une famille de la bourgeoisie britannique, Lesley Blanch a passé la plus grande partie de sa vie à voyager dans des pays lointains qu'elle a décrits dans ses ouvrages. 
Dès l'âge de quatre ans, elle est fascinée par un ami de la famille, un mystérieux Russe, grand voyageur, de vingt-cinq ans son aîné. Il devient son amant alors qu'elle a tout juste vingt ans, puis il disparaît en Union soviétique. Elle décide alors de se lancer à sa recherche et devient, dans le début de ces années 1930, l'une des rares personnes à voyager en Union soviétique, s’intéressant plus à l’histoire et à la littérature qu’à la politique. Elle racontera en partie cet épisode de sa vie dans ses mémoires, Voyage au cœur de l'esprit, publiées en 1968.
Revenue à Londres, elle travaille entre 1937 et 1944, comme journaliste au magazine Vogue puis, pendant la guerre, écrit également pour le ministère de l’Information britannique.

### Vie avec Romain Gary
En 1944, elle fait la connaissance de Romain Gary, qu'elle séduit. De dix ans son cadet, l’écrivain français d'origine lituanienne, futur prix Goncourt, est alors capitaine dans l'escadrille Lorraine des Forces françaises libres du général de Gaulle. Elle l'épouse en troisièmes noces, en 1945, et il fait d'elle l'héroïne de son roman Lady L.. Après la guerre, elle partage la vie diplomatique de son mari au gré de ses affectations, qui les amènent à séjourner à Sofia, à Berne, à New York (où elle écrit The Wilder Shores of Love), en Bolivie (lorsqu'il reçoit le Goncourt, en 1956, pour Les Racines du ciel), à Londres puis à Hollywood. De son côté, elle part dans le Caucase pour faire des recherches sur l'imam Chamil et trouve l'inspiration pour son livre Les Sabres du paradis publié en 1960. Ensemble, ils visitent de nombreux pays et continents : Turquie, Amérique centrale (dont le Mexique où Romain Gary écrit La Promesse de l'aube), Afrique du Nord. S'ils vivaient déjà séparés lorsque Romain Gary était en poste en Bolivie, ils ne décident de divorcer qu'en 1962 et garderont une « sorte d'amitié téléphonique ». Romain Gary épousera plus tard l'actrice Jean Seberg. De son côté, Lesley décide de s'installer à Paris. Elle continue à voyager et partira une année à Hollywood pour travailler avec le réalisateur George Cukor à la MGM.

### Fin de sa vie
Elle renoue avec son attirance pour les voyages et part traverser la Sibérie sur le légendaire Transsibérien, puis retourne au Sahara qui lui avait inspiré son premier et célèbre roman : The Wilder Shores of Love en 1954. De fait, elle est fascinée par l'Orient et par les femmes qui l'ont parcouru dans les siècles passés. Elle brosse d'elles quelques portraits que l'on peut retrouver dans son livre Vers les rives sauvages de l'amour, publié en 1974. Cette fascination de l'Orient la pousse aussi à s'intéresser à Pierre Loti, qui lui inspire une biographie en 1983 et un essai sur le romantisme du voyage en 1989. 
Devenue une « délicieuse vieille dame britannique au goût suranné et au caractère affirmé », elle vécut ensuite jusqu'à sa mort le 6 mai 2007, à Menton, à proximité de la frontière franco-italienne, dans une maison exotique perdue dans des plantations tropicales.

## Ses livres
- (en) Lesley Blanch, The Wilder Shores of Love, New York, Carroll & Graf, 2002 (1re éd. 1954) (ISBN 0-7867-1030-6).
- (en) The Game of Hearts: Letters of Harriette Wilson, édition et introduction par LB), 1955.
- (en) Around The World in 80 Dishes éd. cookbook, 1955.
- Les Sabres du paradis (The Sabres of Paradise: Conquest and Vengeance in the Caucasus), 1960, édition anglaise.
- (en) Under A Lilac-Bleeding Star, 1963.
- (en) The Nine Tiger Man, 1965.
- Voyage au cœur de l'esprit (Journey Into The Mind's Eye), 1968, édition anglaise. Fragments d'une autobiographie.
- (en) Pavilions of the Heart, 1974.
- (en) Pierre Loti: Travels with the Legendary Traveler, 1983.
- Pierre Loti, Seghers Biographie, Paris, 1986[3].
- (en) From Wilder Shores, 1989.
- Romain, un regard particulier, Actes Sud, 1998, éd. du Rocher, Paris, 2009.